# South African Indian Congress
Der South African Indian Congress (SAIC) war von 1924 bis zum Ende der Apartheid die politisch aktivste und oppositionelle Vertretung der indischstämmigen Bevölkerung in Südafrika. Der SAIC wendete im Sinne Mahatma Gandhis Methoden des gewaltfreien Widerstandes an und verbündete sich dauerhaft mit dem African National Congress (ANC), der einen großen Teil der schwarzen Bevölkerungsmehrheit vertrat, gegen die Apartheidsregierung.

## Geschichte

### Vorgeschichte und Anfänge
Ab 1860 kamen viele Inder nach Südafrika, um auf den Zuckerrohrplantagen in Natal zu arbeiten. Ab den 1880er Jahren kamen Inder nach Südafrika, um als Kaufleute zu arbeiten. 1891 wurden sie aus dem Oranje-Freistaat vertrieben. Unter dem späteren Friedensnobelpreisträger Mahatma Gandhi bildeten sie 1894 in Natal den Natal Indian Congress (NIC), um die Interessen der indischstämmigen Bevölkerung gegenüber den dominanten „Weißen“ besser vertreten zu können. 1903 wurde in Transvaal die Transvaal British Indian Association (TBIA; später Transvaal Indian Congress, TIC), vor 1917 in der Kapkolonie der Cape British Indian Congress (CBIC, später Cape Indian Congress, CIC) gegründet. Unter Gandhi gab es mehrere Aktionen des gewaltfreien Widerstandes gemäß seiner Satyagraha-Politik. Nach Gandhis Rückkehr nach Indien übernahmen jedoch moderatere Personen die Führung. Am 26. Januar 1919 wurde in Kapstadt ein Kongress der drei Organisationen eröffnet, der die Vertretung der Indischstämmigen in der 1910 gegründeten Südafrikanischen Union gewährleisten sollte. Eine gemeinsame Organisation gab es damals jedoch noch nicht. Erst 1924 wurde der SAIC auf einem weiteren Treffen in Durban gegründet. Erster Präsident war Umar Hajee Ahmed Jhaveri. Die Führung des SAIC blieb trotz diskriminierender Gesetze, wie dem 1924 erlassenen Class Areas Bill, gemäßigt. Sie versuchte, sich durch Petitionen und Appelle Gehör zu verschaffen.

### Radikalisierung
In den 1930er und 1940er Jahren wurde der SAIC radikaler. Aktionen des gewaltfreien Widerstandes gegen die zunehmende Benachteiligung der Indischstämmigen gegenüber den Weißen wurden wieder häufiger. Erstmals verbündeten sich die Indischstämmigen mit den schwarzen Südafrikanern. 1945 übernahm Gagathura Mohambry „Monty“ Naicker die Führung des NIC, 1946 Yusuf Dadoo die Führung des TIC. 1946 bis 1948 führte der SAIC gewaltfreie Aktionen gegen die diskriminierenden Gesetze Trading and Occupation Land Bill, kurz Pegging Act, und den Asiatic Land Tenure and Indian Representation Act (Ghetto Act genannt) durch. Rund 2000 Menschen wurden dabei inhaftiert. Die neugewählte indische Regierung brach daraufhin die Handelsbeziehungen zu Südafrika ab.
Am 9. März 1947 schlossen die promovierten Naicker, Dadoo und der Vorsitzende des ANC, Alfred Bitini Xuma, den sogenannten Three Doctors’ Pact, der eine weitgehende Zusammenarbeit von ANC und SAIC vorsah. Im September wurde Naicker Präsident des SAIC, Dadoo wurde ebenfalls Teil der Führung. 1952 vereinbarten ANC und SAIC bei einem Treffen in Bloemfontein die Durchführung der Defiance Campaign. Bei dieser Aktion des gewaltfreien Widerstandes wurden rund 8500 Menschen verhaftet, darunter Naicker, Dadoo und Fatima Meer. Stellvertreter des Leiters der Kampagne Nelson Mandela war der indischstämmige Ismael Cachalia. Ab 1953 war der SAIC neben dem ANC, der South African Coloured People’s Organisation (SACPO) und dem South African Congress of Democrats (COD) Teil der Congress Alliance, die beim Congress of the People 1955 in Johannesburg die Freiheitscharta verabschiedete, in der gleiche Rechte für alle Südafrikaner gefordert wurden.
Die südafrikanische Regierung ging jedoch nicht auf die Forderungen ein. Im anschließenden Treason Trial, einem Strafprozess, der von 1956 bis 1961 dauerte, waren 21 der 156 Angeklagten SAIC-Mitglieder bzw. Indischstämmige, etwa Dadoo und Ahmed Kathrada. Ebenso gehörten einige von ihnen dem 1961 gegründeten bewaffneten Arm des ANC, Umkhonto we Sizwe, an. Der SAIC mit seinen Unterorganisationen war nicht durch die Behörden gebannt worden, wurde aber so sehr an der Arbeit gehindert, dass er zerbrach. Ahmed Kathrada wurde im Rivonia-Prozess neben Angeklagten wie Mandela und Walter Sisulu zu lebenslanger Haft verurteilt, die er bis 1989 verbüßte. 1968 gründete die Apartheidsregierung das South African Indian Council, das vom SAIC und der Mehrheit der Indischstämmigen abgelehnt wurde und bei der Wahl der indischstämmigen Abgeordneten im Dreikammersystem nur sechs Prozent Wahlbeteiligung erzielte. In den 1980er Jahren erfolgten einige Aktionen der Unterorganisationen. So war der TIC an der Entstehung der United Democratic Front beteiligt, die 1983 als breites Oppositionsbündnis gegen die Apartheidsregierung gegründet wurde.